# Paweł Stolarski
Paweł Stolarski, né le 28 janvier 1996 à Cracovie en Pologne, est un footballeur polonais qui évolue au poste d'arrière droit au LKP Motor Lublin.

## Biographie

### Carrière en club

#### Wisła Cracovie
Natif de Cracovie, Paweł Stolarski est formé dans le club local du Wisła Cracovie. Il débute avec les professionnels le 28 février 2013, à l'occasion d'un match de Puchar Polski face au Jagiellonia Białystok, au cours duquel son équipe s'impose 2-0. Le 20 avril de la même année, il fait ses premiers pas en Ekstraklasa, encore une fois face au Jagiellonia Białystok, mais cette fois les deux équipes se partagent les points (2-2).

#### Lechia Gdańsk
Le 28 janvier 2014, jour de son anniversaire, il rejoint le Lechia Gdańsk. Il fait ses débuts sous ses nouvelles couleurs le 22 mars de la même année, lors d'une défaite (2-1) face au Lech Poznan. Il ne joue que six matchs lors de cette deuxième moitié de saison avec le Lechia Gdańsk.
Il est prêté pour la saison 2014-2015 au Zagłębie Lubin, où il joue huit matchs en tout.
Pour la saison 2015-2016, il est de retour au Lechia Gdańsk et parvient à s'imposer en équipe première. Le 27 février 2016, il inscrit son premier but en faveur de son équipe face au Piast Gliwice, pour une victoire de trois buts à un.

#### Legia Varsovie
Le 14 août 2018, il s'engage avec le Legia Varsovie. Il fait ses débuts avec son nouveau club le 2 septembre 2018 contre le KS Cracovia (0-0).

### Pogoń Szczecin
Le 22 décembre 2020, est annoncé le transfert de Paweł Stolarski au Pogoń Szczecin. Il signe un contrat de trois ans et demi, effectif au 1er janvier 2021,.

### En sélection
Avec les moins de 17 ans, il inscrit trois buts, contre la Bulgarie, l'Azerbaïdjan, et la Tchéquie. Il est par ailleurs à trois reprises capitaine de la sélection.
Par la suite, avec les moins de 19 ans, il inscrit un but contre la Roumanie en octobre 2013. 
Avec les moins de 20 ans, il officie comme capitaine à trois reprises lors de l'année 2016.
Le 16 novembre 2015, Paweł Stolarski joue son premier match avec l'équipe Pologne espoirs face à l'Ukraine, match que les Polonais perdent sur le score de un à zéro.